# Téléphérique de Montserrat
Le téléphérique de Montserrat est un téléphérique situé dans le massif de Montserrat en Catalogne en Espagne qui permet de relier la station de trains de la FGC "Aeri de Montserrat" au monastère Santa Maria de Montserrat.
Il fut construit en 1929 et inauguré en 1930 ce qui en fait l'un des plus vieux téléphériques d'Espagne,.